# Pazflor
 (décembre 2020).
Si vous disposez d'ouvrages ou d'articles de référence ou si vous connaissez des sites web de qualité traitant du thème abordé ici, merci de compléter l'article en donnant les références utiles à sa vérifiabilité et en les liant à la section « Notes et références ».
PAZFLOR est un développement pétrolier opéré par une unité flottante de production, de stockage et de déchargement (FPSO) situé en Angola sur le block 17, à environ 130 kilomètres de Luanda et à 50 kilomètres au sud-est de Dalia, par des profondeurs d'eau allant de 1000 à 1 600 mètres.
Les réserves sont estimées à environ 500 millions de barils de pétrole, soit environ 5 % des réserves de l'Angola, deuxième producteur de pétrole en Afrique derrière le Nigeria.

## Caractéristiques
Le FPSO Pazflor a été construit à Okpo en Corée du Sud par Daewoo Shipbuilding & Marine Engineering et a entamé le 18 janvier 2011 son voyage de 19 000 km  vers l'Angola où il a été amarré et installé. Il a été remorqué par trois remorqueurs de Fairmount Marine.
Inaugurée le 22 novembre 2011, cette FPSO opéré par Total devenue depuis TotalEnergies est la plus grande au monde en 2024.
Elle est longue de 325 mètres, large de 62 mètres, et pèse 120 000 tonnes. Sa coque peut contenir jusqu’à 1,9 million de barils de pétrole. Son équipage est de 240 personnes.
Sa production initiale est de 160 000 barils par jour, avec un objectif à terme de 220 000 barils.